# Ted Post
Ted Post (Brooklyn, Nueva York; 31 de marzo de 1918-Santa Mónica, California; 20 de agosto de 2013) fue un director de cine y televisión estadounidense.
Post comenzó su carrera en el mundo del espectáculo en 1938 trabajando como acomodador en el Loew's Pitkin Theater. Abandonó sus planes de convertirse en actor y empezó a dirigir teatro. Enseñó Actuación y Drama en el High School of Performing Arts de Nueva York en 1950. El éxito en el teatro le llevó a trabajar en la televisión de la década de 1950. Post dirigió episodios de muchas series, como Gunsmoke, Rawhide, The Twilight Zone, Columbo o Peyton Place. En cine destacan sus dos películas con Clint Eastwood como protagonista: Cometieron dos errores (1968) y Harry, el fuerte (1973), además de Regreso al planeta de los simios (1970) y La patrulla (1978).
Post falleció en el UCLA Medical Center a los 95 años de edad.

## Filmografía
No se incluyen sus trabajos para la televisión (películas y episodios de series)
- The Peacemaker (1956)
- The Legend of Tom Dooley (1959)
- Hang 'Em High (1968)
- Beneath the Planet of the Apes (1970)
- The Baby (1973)
- The Harrad Experiment (1973)
- Magnum Force (1974)
- Whiffs (1975)
- Good Guys Wear Black (1977)
- Go Tell the Spartans (1978)
- Nightkill (1982)
- The Human Shield (1991)